# 3alfa-idrossisteroide deidrogenasi (B-specifica)
La 3alfa-idrossisteroide deidrogenasi (B-specifica) è un enzima appartenente alla classe delle ossidoreduttasi, che catalizza la seguente reazione:
androsterone + NAD(P)+ ⇄ 5α-androstano-3,17-dione + NAD(P)H + H+
Agisce anche su altri 3α-idrossisteroidi e sulla 9-, 11- e 15-idrossiprostaglandine. È B-specifica riguardo a NAD+ o NADP+.